# Too Much Johnson
Pour plus de détails, voir Fiche technique et Distribution.
Too Much Johnson est un film muet américain réalisé par Orson Welles, sorti en 1938.
Le film est inspiré d'une farce théâtrale écrite par William Gillette en 1894. Il s'agit de l'un des premiers films d'Orson Welles après le court métrage Hearts of Age (1934). C'est aussi le premier rôle au cinéma de l'acteur Joseph Cotten. Le film n'a jamais été projeté et on a longtemps cru qu'il avait été perdu.
Le 5 août 2013, le musée George Eastman House (Rochester, NY, États-Unis) a annoncé que le film muet avait été retrouvé en Italie et qu'il était en cours de restauration aux États-Unis. Il fut projeté pour la première fois le 9 octobre 2013 dans le cadre de la « Journée du cinéma muet » à Pordenone,.

## Synopsis
Un playboy new-yorkais séduit une femme mariée et se fait prendre sur le vif : afin d'échapper à la vengeance du mari, il se fait passer pour un planteur cubain qui dit s'être marié par correspondance et veut s'embarquer sur un bateau, mais le mari le poursuit sur les quais.

## Fiche technique
- Réalisation : Orson Welles, assisté de John Berry
- Scénario : Orson Welles, d'après William Gillette
- Photographie : Paul Dunbar et Harry Dunham
- Montage : Orson Welles, William Alland et Richard Wilson
- Direction artistique : James Morcom
- Costumes : Leo Van Witsen
- Production : Orson Welles et John Houseman
- Pays de production :  États-Unis
- Format : noir et blanc - 1,33:1 - son mono
- Durée totale : 67 minutes

## Distribution
- Joseph Cotten : Augustus Billings
- Virginia Nicholson : Lenore Faddish
- Eustace Wyatt : Francis Faddish
- Edgar Barrier : Leon Dathis
- Arlene Francis : Mme Clairette Dathis
- Orson Welles : Keystone Cop
- John Houseman : Duelliste
- Ruth Ford : Mme Billings
- Howard Smith : Joseph Johnson
- Mary Wickes : Mme Upton Battison
- Guy Kingsley Poynter : Henry MacIntosh
- Erskine Sanford : Frederick

## Genèse du film
Too Much Johnson est d'abord le nom d'une comédie loufoque, vaudevillesque et assez tarabiscotée qui fut programmée par Welles à la suite du succès que rencontra Horse Eats Hat, d'après Eugène Labiche, mais son associé John Houseman n'était pas d'accord : il jugeait le projet de mise en scène trop compliqué. La suite lui donna raison. 
Welles voulait ouvrir la seconde saison du Mercury Theatre (en) (automne 1938) avec cette pièce mais, début juillet, il décida de mélanger représentation théâtrale et film et ce, pour rendre le tout plus fluide. Muettes, découpées en plusieurs séquences qui devaient ponctuer le déroulement du spectacle (un prologue de 20 minutes et deux entractes de 10 minutes), le tout pastichant Mack Sennett. Réunissant 10 000 dollars, Welles tourna entre le 15 juillet  et la mi-août dans et autour de Central Park avec de nombreux effets et aussi quelques décors studio, ce qui fait de ce film sa première véritable expérience cinématographique. 
Les problèmes s'accumulèrent : des scènes de poursuites sur les toits des immeubles ameutèrent des badauds puis la presse  qui titra que Welles s'amusait à pousser ses acteurs au suicide ; puis la Paramount exigea d'être payée puisqu'elle avait acheté les droits cinématographique de la pièce de Gillette, ce qui entraîna que certains acteurs réclament à leur tour leurs cachets ; enfin il fut découvert que le théâtre ne possédait pas de cabine de projection sécurisée. Les sommes devaient être assez importantes pour que Welles suspende le montage, et refuse de le projeter comme prévu lors de l'avant-première le 16 août. Réécrivant des scènes supplémentaires pour pallier l'absence du film, les acteurs eurent à peine le temps de les apprendre. Les critiques accueillirent froidement la pièce. Cet incident conduisit la troupe a considérer la mise en scène comme un échec et le Mercury Theatre annula la programmation de Too Much Jonhson.

## Conservation du film
Welles affirma plus tard qu'une des seules copies aurait brûlé dans l'incendie de sa maison de Madrid en 1971,.
Une copie du film a été retrouvée à Pordenone en Italie et est restaurée en 2013 à la George Eastman House (Rochester, NY). 